# Zhonggang, Sichuan
Zhonggang (kinesiska: 中岗乡, 中岗) är en socken i Kina. Den ligger i provinsen Sichuan, i den sydvästra delen av landet, omkring 59 kilometer sydost om provinshuvudstaden Chengdu. Antalet invånare är 15 525. Befolkningen består av 7 670 kvinnor och 7 855 män. Barn under 15 år utgör 18,0 %, vuxna 15-64 år 64 %, och äldre över 65 år 16,0 %.
Genomsnittlig årsnederbörd är 1 222 millimeter. Den regnigaste månaden är juli, med i genomsnitt 338 mm nederbörd, och den torraste är december, med 9 mm nederbörd.